# Monaster św. Marii Egipcjanki w Nowym Jorku
Monaster św. Marii Egipcjanki w Nowym Jorku – prawosławny męski klasztor w Nowym Jorku. W 2008 r. był jedyną wspólnotą monastyczną podlegającą Patriarszym parafiom w Stanach Zjednoczonych.
W 1993 hieromnich Joachim (Parr) otworzył w Nowym Jorku Dom Miłosierdzia pod wezwaniem Matki Bożej Miłosierdzia. Miał on być ośrodkiem pomocy najbiedniejszym mieszkańcom dzielnicy. Trzy lata później, po urządzeniu w nim kaplicy, zaczęto odprawiać w niej nabożeństwa prawosławne w języku angielskim, tworząc parafię. Na skutek zmian w dzielnicy Dom Miłosierdzia zaprzestał działalności, zaś w jego budynkach zamieszkali prawosławni zakonnicy. Przełożonym wspólnoty pozostawał mnich Joachim, podniesiony do godności igumena, następnie – archimandryty. Według różnych wykazów oprócz niego w klasztorze zamieszkiwało dwóch mnichów lub pięciu zakonników. We wrześniu 2016 r. przełożony klasztoru został suspendowany. Na obecnej (2022 r.) wersji strony Patriarszych parafii w Stanach Zjednoczonych monaster nie figuruje.